# Fehdebrief
Ein Fehdebrief, auch Absagebrief (lat. litterae diffidatoriae), ist eine Urkunde, worin – meist mit ganz kurzen Worten – die Fehde angekündigt wird. Dies musste drei Tage vor dem Beginn in Schriftform erfolgen, um als rechtmäßig zu gelten.
Damit die Fehde nicht zum Mord und damit straffähig wurde (siehe auch Plackerer), hatten die Betroffenen folgende Regeln zu beachten:
1. Die Fehde, egal ob unter Rittern oder zwischen Rittern und Städten, musste durch einen förmlichen Fehdebrief angesagt werden.
2. Die Tötung Unbeteiligter war verboten.
3. Das Niederbrennen von Häusern und das Verwüsten von Land war jedoch erlaubt.
4. Während der Fehde musste der Frieden in der Kirche, im Hause, beim Gang zur Kirche, bei der Rückkehr von der Kirche, beim Gang zum Gerichtstermin und bei der Rückkehr vom Gerichtstermin beachtet werden.

Es versteht sich, dass diese Regeln in der Praxis z. T. erheblich laxer oder auch gar nicht beachtet wurden.

## Beispiel
- So sagte die Stadt Soest um 1444 dem Kölner Erzbischof den Krieg an mit dem berühmten, kurzen Fehdebrief:

„Wettet, biscop Dierich van Moeres, dat wy den vesten Junker Johan can Cleve lever hebbet alls Juwe, unde wert Juwe hiermit affgesaget“
(Wisset, Bischof Dietrich von Moers, dass wir den festen Junker Johann von Kleve lieber haben als Euch, und wird Euch hiermit abgesagt.)